# Francesc Serra de Gayeta
Francesc Serra de Gayeta i d'Asprer (Pollença, 1909 - 1983) va ser un historiador que va col·laborar en diverses revistes especialitzades.

## Biografia
Va ser fill de Miquel Serra de Gaieta Bonet i Joana d'Asprer González i descendent per línia directa de Francesc d'Asprer i Talric. Tot i que la seva família estava ben posicionada, la seva formació va ser de caràcter autodidacte. Així i tot, des de ben jove va destacar per la seva vinculació a la realitat social i cultural de Mallorca i, sobretot, de Pollença, ja que va participar activament en la formació d'institucions de caràcter cultural com el Club de Solteros, el Club Pollença, la Societat Arqueològica Lul·liana o l'Obra Cultural Balear.
A partir de finals dels anys 1960, coincidint amb la seva jubilació professional, es dedicà fermament a l'estudi de la història de Pollença, mitjançant el qual en resultà un dels màxims exponents de la recuperació historiogràfica local. Els seus articles varen ser publicats per El Gall Editor a Nova aportació de la història de Pollença l'any 2005. A més també va deixar 29 articles de la mateixa temàtica, a més de tota una sèrie de treballs inèdits. Tots ells estaven centrats en temes de Pollença i abastaven un arc cronològic que anava des del segle xvi fins al xx.